# Pětileté plány Číny
Pětileté plány Číny (čínsky v českém přepisu Wu-nien ťi-chua, pchin-jinem Wǔnián Jìhuà, znaky zjednodušené 五年计划)  jsou plány popisující ekonomické, ekologické a sociální iniciativy, které jsou vydávány od roku 1953 v Čínské lidové republice. Plány jsou vytvářeny skrz pléna ústředního výboru a národního kongresu Číny. Jejich cílem určovat cíle a popisovat strategie pro ekonomický, ekologický a sociální růst Číny.
Plány jsou pětileté a jsou typickým prvkem socialistické ekonomiky.

## Třináctý plán (2016–2020)
Třináctý pětiletý plán (2016–2020) je pětiletý plán navazující na dvanáctý pětiletý plán, který se zabývá organizací vedení Čínské lidové republiky. Byl publikován Státní radou Čínské lidové republiky 17. března 2015 a oficiálně přijat později v témže měsíci.

### Obsah
Plán je zaměřený na inovace a rozvoj národní politiky: do plánu je začleněna řada nových politických iniciativ ústřední vlády, například Made in China 2025 a Internet Plus – politiky, které jsou předmětem zájmu mnoha členských společností USCBC. Plán požaduje prosazení nového přístupu k řízení seznamů, který by řídil zahraniční investice na čínském trhu.

### Made in China 2025
Akční plán Made in China 2025 stanoví 12 cílů, které měly být ukončeny v během let 2020–2025, které se zaměřují na posílení čínské inovace, produktivity, kvality a digitalizace. Například automatizace a cíle v oblasti efektivity mají za cíl zlepšit produktivitu čínských firem a posunout jejich produkty nahoru do řetězce přidané hodnoty. Kromě toho se tato iniciativa snaží vybudovat domácí firmy, které jsou globálně konkurenceschopné s cílem postupně nahrazovat zahraniční technologie a produkty místními technologiemi a výrobou nejprve doma, pak v zahraničí.

### Zvýšeníurbanizace
Tento plán navazuje na 11. a 12. pětiletý plán a Národní plán Nové urbanizace (2014–2020) s cílem snížit nepoměr mezi obyvateli měst a venkova aby podnítil spotřebu a hospodářský růst vytvořením nové spotřebitelské základny a rozšířením střední třídy. Již v průběhu 12. pětiletého plánu byly cíle překročeny a podíl obyvatel v městských oblastech se zvýšil ze 47,5 % v roce 2010 na 56,1 % v roce 2015 (očekávaný cíl byl 51,5 %).

### Zelený růst
Čínská vláda se pokouší napravit vážnou degradaci životního prostředí, kterou zanechal její rychlý růst posunem směrem k udržitelnějšímu ekonomickému modelu. Podle oficiálních zpráv je 20 % čínské orné půdy a 33 % čínské povrchové vody znečištěno a více než 80 procent podzemní studniční vody používané v zemědělských podnicích, továrnách a domácnostech je příliš znečištěno, než aby se mohlo bezpečně pít. Čína je navíc největší světový producent oxidu uhličitého, jeho produkce představuje více než čtvrtinu celosvětových emisí.

## Čtrnáctý plán (2021–2025)
Čtrnáctý pětiletý plán (2021–2025) je pětiletý plán navazující na třináctý pětiletý plán. Byl sepsán během pátého pléna čínské komunistické strany, které končilo 29. října 2020 a oficiálně přijat 11. března 2021.

### Obsah
Mezi zaměření tohoto plánu spadá posílení domácí ekonomiky a životního prostředí, subsistence zemědělské i technologické a vylepšení sociální nerovnováhy. Kromě těchto faktorů se čtrnáctý pětiletý plán zaměřuje na snahu oslabení závislosti Číny na importu a posílení domácí produkce. V porovnání s minulými plány neudává přesná cílová čísla pro HDP ale popisuje dlouhodobější cíle které osahují až do roku 2035.

#### Subsistence
Mezi hlavní body patří přesun z rychlého, kvantitativního ale ne trvale udržitelného růstu na pomalejší, kvalitativní růst založený na domácí spotřebě. Tento krok je způsoben zpomalovaním přesunu obyvatelstva z venkova do měst a rapidně se zhoršující ekologickou situací.
Ekologicky popisuje čtrnáctý pětiletý plán cíl dosáhnout nejvyšších stupňů emisí do roku 2030 a uhlíkové neutrality do roku 2060. Zároveň udává jako cíl zvýšit spotřebu nefosilních paliv o 20%.

#### Vnitrostátní podpora
Součástí čtrnáctého pětiletého plánu je snaha o zvýšení kvality domácí výroby a produkce. Toto se týká i technologického hlediska, jako cíl je stanoveno zvýšení technologické úrovně na úroveň světovou a to způsobem dosáhnutí postavení vedoucí jednotky v pokroku. Tohoto plánuje dosáhnout větší finanční podporou. Ačkoliv je cílem osvobodit se od závislosti na importu, plán zatím pouze popisuje tkzv. „duální koloběh“ který popisuje vnitřní růst jako základní cíl a import jako zdroj podpory tohoto vnitřního růstu. Plán tohoto chce dosáhnout zvýšením financování výzkumu o 7% ale také snížením vlivu zahraničních firem během souběžného zvyšování vlivu firem domácích.

#### Sociální rovnováha
Plán mezi své cíle zařazuje snahu boje proti chudobě a to rozdělením bohatství mezi městy a venkovem, zjenodušením migrace mezi nimi a rozšířením oblastí přelidněných městských shluků. Tento směr popisuje jako jeho hlavní cíl. Dále popisuje dále pokračující snahu o urbanizaci a jako cíl stanovuje 65% urbanizace do konce roku 2025.

#### USA
Součástí plánu je napravení a vylepšení obchodních vztahů s USA a o jejich navrácení do předpovídatelného stavu.